# Jiaqing
Jiaqing (嘉庆, Aisin-Gioro Yongyan) (Peking, 13 november 1760 - Chengde, 2 september 1820) was van 1796 tot 1820 keizer van China onder de Qing-dynastie. Hij was de vijftiende zoon van de keizer Qianlong. Zijn moeder was de Han-Chinese bijvrouw Ling die de titel keizerin Xiao Yi Chun zou krijgen na zijn troonsbestijging. 
De eerste twee kroonprinsen overleden reeds op jonge leeftijd. Lange tijd had keizer Qianlong geen nieuwe kroonprins aangewezen. In 1773 werd Yongyan in het geheim door zijn vader aangewezen als de troonopvolger. In 1789 werd Yongyan gepromoveerd tot prins van de eerste orde met de titel Jia. Hij vergezelde zijn vader tijdens de zesde inspectiereis naar het zuiden van China. In 1795 volgde hij zijn vader Qianlong op, die ten gunste van zijn zoon al voor zijn dood afstand deed van de troon. 

## Beleid
Qianlong en zijn  adviseurs, waaronder de corrupte Heshen, regeerde echter tot aan zijn dood het land. In 1799 overleed de keizer. Een van de eerste maatregelen die Jiaqing nam was de arrestatie van Heshen en na een kort proces werd hij ter dood veroordeeld, later omgezet in zelfmoord. Jiaqing probeerde de corruptie in zijn land een halt toe te roepen.
Aan het begin van zijn regeringsperiode kreeg de strijd tegen de opstand van de Witte Lotus prioriteit. De opstand was al jaren gaande en de bestrijding hiervan was ineffectief en kostte de schatkist een fortuin. Corrupte en incompetente militaire leiders werden vervangen. In het gebied waar de rebellen actief waren, werden de boeren opgevangen in verdedigbare kampen (baozhia). De oogst werd van het land gehaald waardoor de rebellen honger leden. Begin 1803 trok het leger het rebellengebied binnen en laatste verzetshaarden werden in de zomer uitgeschakeld.
Aan de zuidkust van China waren piraten actief, waarvan Ching Shih de meest bekende is. Na het neerslaan van de rebellen verschoof de aandacht naar de bestrijding van de piraterij. De marine was sterk verwaarloosd en hulp van westerse landen werd afgeslagen. In 1809 werd een amnestievoorstel gedaan, de piraten konden zich overgeven zonder straf. Ze gingen in op het aanbod en in februari 1810 gaf Ching Shih zich over. Zij woonde in Kanton tot haar dood in 1844. 
Met het verslaan van de rebellen en piraten besloot Jiaqing het leger fors in te krimpen. De kosten daalden en de kans op een herhaling van de grootschalige corruptie werden verkleind. Het leger verzwakte omdat er ook minder geld beschikbaar was voor nieuwe wapens.
Op 2 september 1820 stierf hij aan een zonnesteek in het zomerpaleis te Jehol en werd opgevolgd door zijn zoon Daoguang. Keizer Jiaqing werd begraven in het Changling-mausoleum.

## familie
- Keizerin Xiao Shu Rui (? - 1797). Zij was de eerste vrouw van keizer Jiaqing. Zij kwam van de Mantsjoe Xitara-stam en trouwde met hem in 1774. In 1782 baarde zij de prins Mianning die zijn vader zou opvolgen als keizer Daoguang. Dame Xitara overleed echter al tijdens het tweede regeringsjaar van haar man in 1797.
- Keizerin Xiao He Rui (1776 - 1850) was keizer Jiaqings tweede keizerin en kwam van de Mantsjoe Niuhuru-stam.
- Keizerlijke gemalin Gong Shun (1786 - 1860).
- Keizerlijke gemalin He Yu (? - 1833).
- Gemalin Hua (? - 1804).
- Gemalin Yue (? - ?).
- Gemalin Zhuang (? - 1811).
- Gemalin Xun (? - 1822).
- Keizerlijke concubine Jian (? - >1780).
- Keizerlijke concubine Xuan (? - >1786).
- Keizerlijke concubine Rong (? - 1826).
- Keizerlijke concubine En (? - 1846).
- Keizerlijke concubine Chun (? - 1819).
- Keizerlijke concubine An (? - 1837).

## literatuur
- (en)  Wan Yi, Wang Shuqing en Lu Yanzhen Daily Life in the Forbidden City ISBN 0670811645
- (en)  Splendors of China's Forbidden City "The glorious reign of Emperor Qianlong" ISBN 1858942039
- (en)  Platt, Stephen R. (2018) Imperial Twilight, Knopf Publishing Group, ISBN 9780307961730
- (en)  RoyalArk.net Manchu11